# Montafonerbahn
A Montafonerbahn egy 12,874 km hosszúságú, normál nyomtávolságú, egyvágányú vasútvonal Ausztria Vorarlberg tartományában Bludenz–Schruns között. Bludenz állomáson kapcsolódik az Arlbergbahnhoz és a Vorarlbergbahnhoz. Része a Voralberg tarifaközösségének és a Montafonerbahn AG tulajdonában áll. A vasútvonal 1905. december 18-án nyílt meg.
A helyiek az útvonalat Bähnle-nek, vagy -az üzemeltető társaság alapján- Mobah-nak hívják. Schrunsban át lehet szállni a régió autóbusz járataira.
A vasútvonalon kezdetben gőzvontatású üzem volt érvényben, majd villamosították 800 voltos egyenárammal. 1972 áprilisában a vasútvonal áttért az Ausztriában széleskörűen használt 15 kV 16,7 Hz-es váltakozóáramra.

## Képek

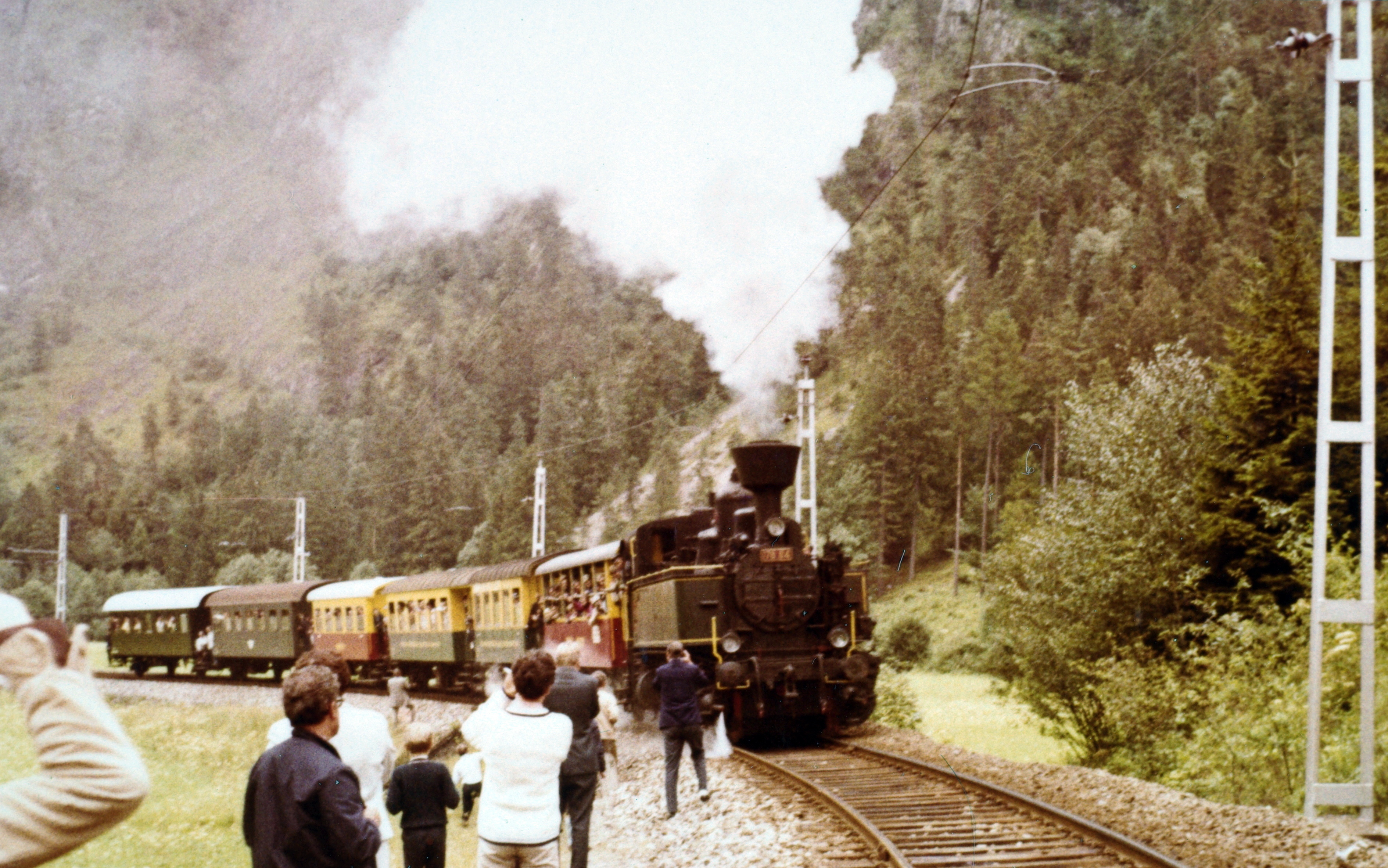
A vasútvonal 1972-ben, a villamosítás évében
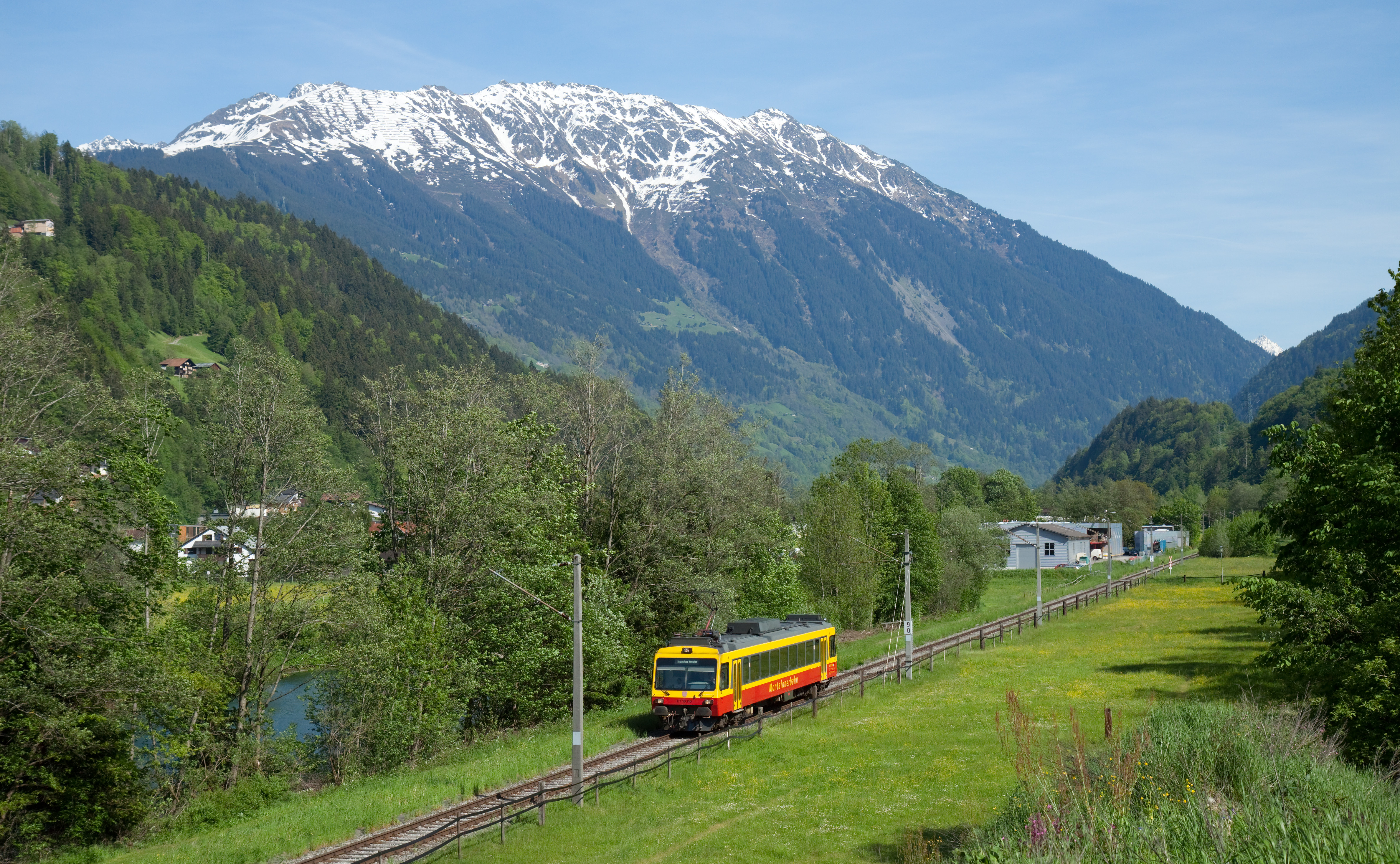
MBS ET 10 sorozatú motorkocsi a vonalon
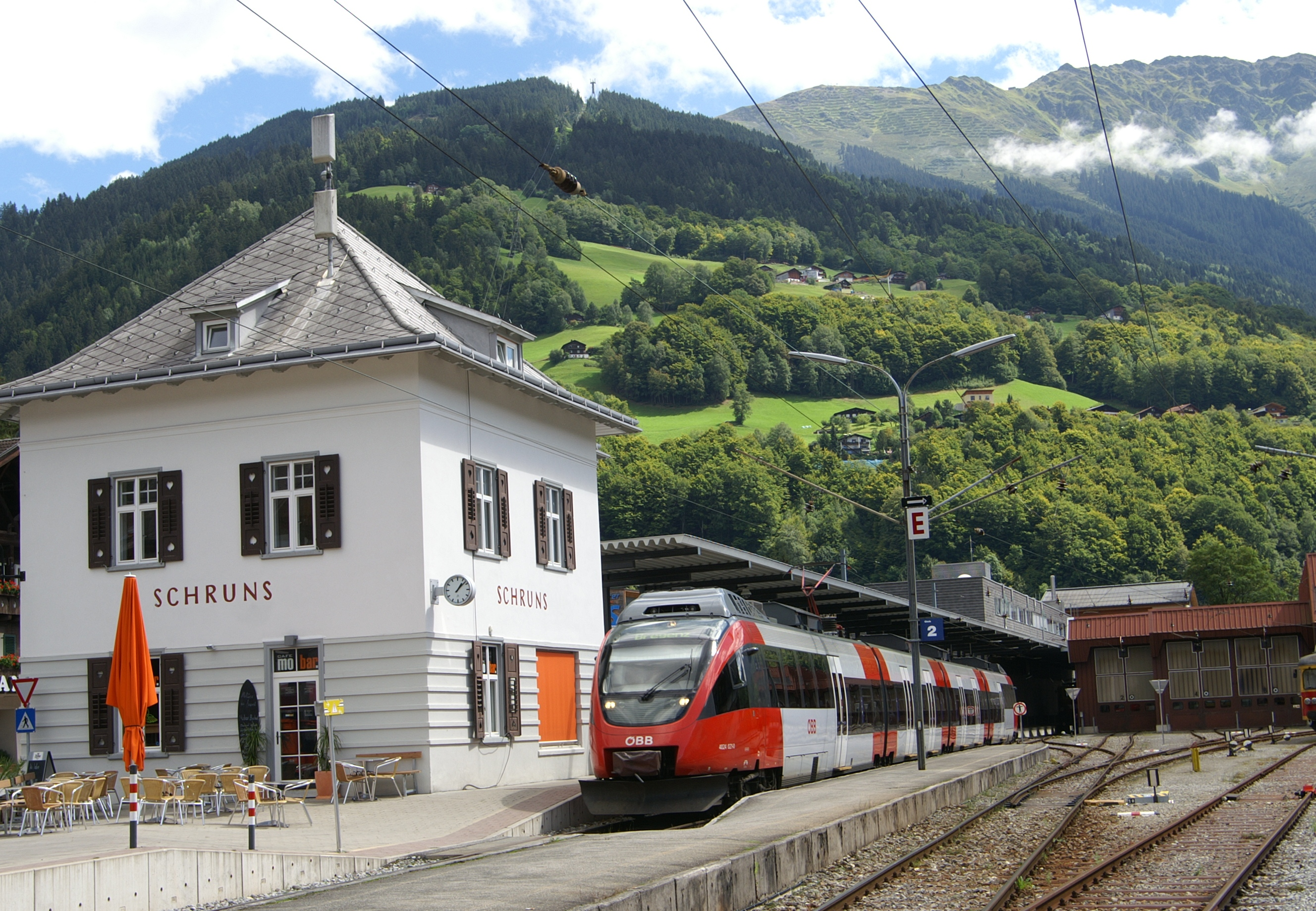
Bahnhof Schruns egy ÖBB Talent motorvonattal
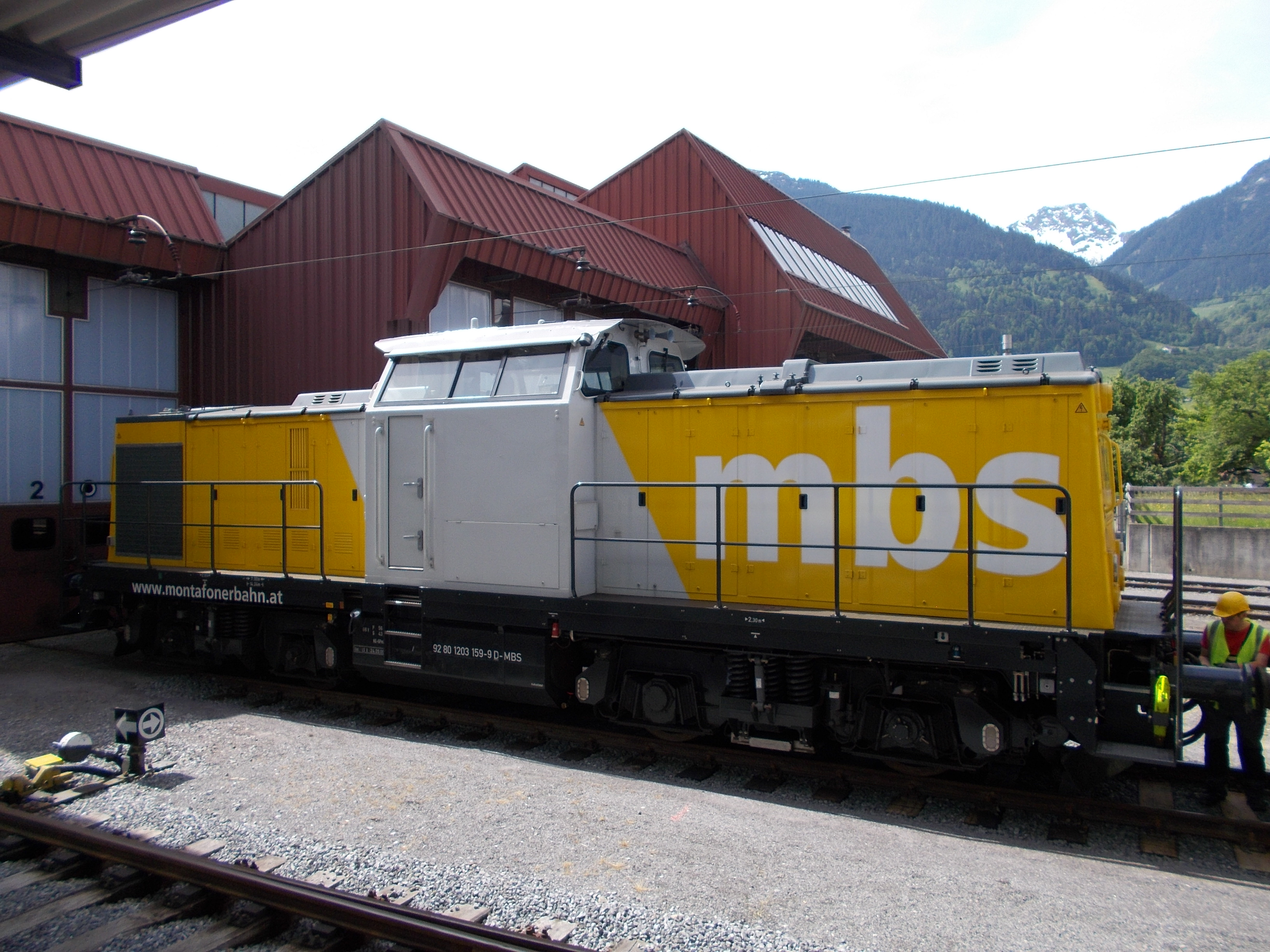
A Montafonerbahn dízelmozdonya